# Bestune E01

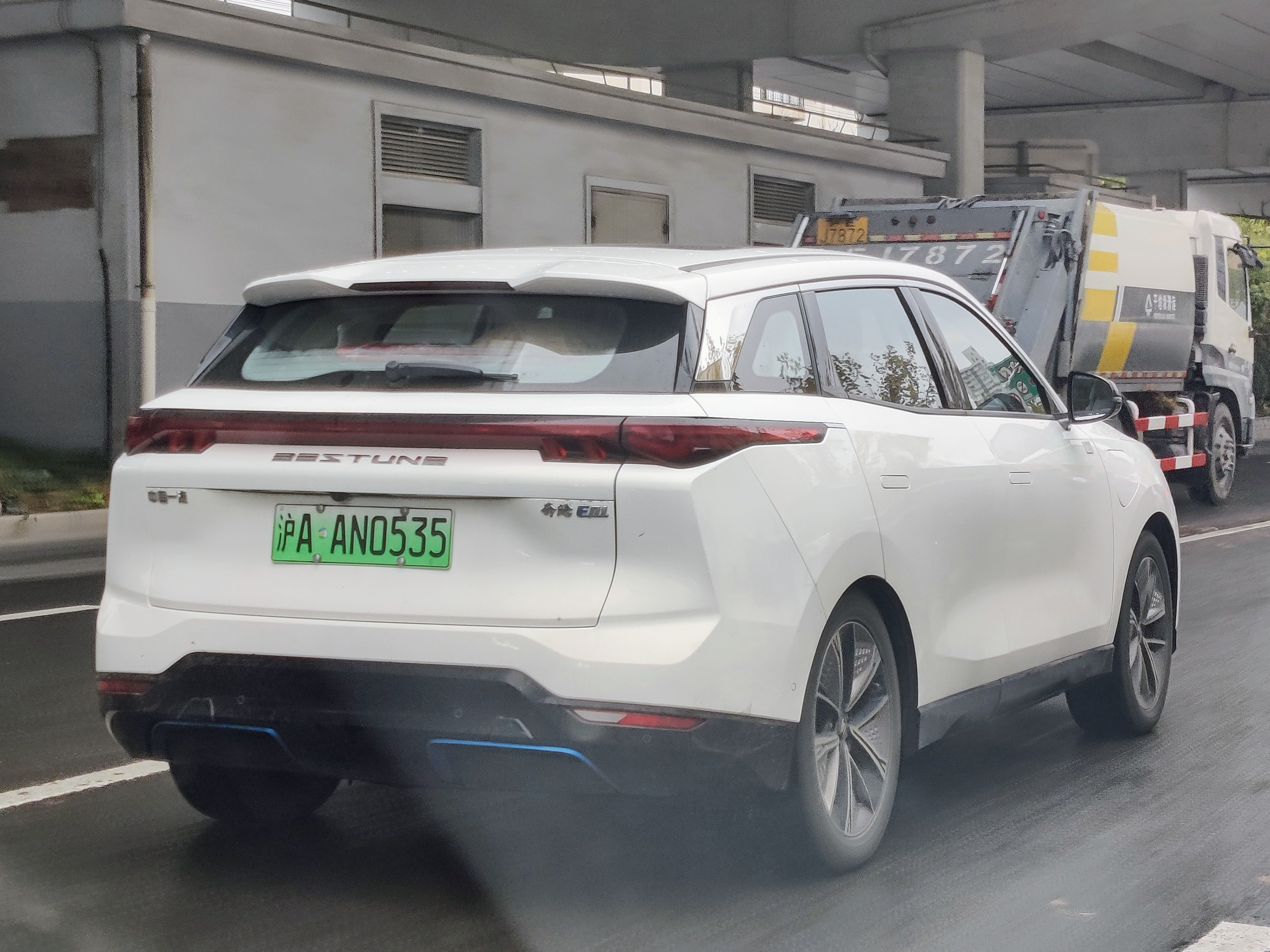
Bestune E01

El Bestune E01 (en chino, 奔騰 E01) es un crossover compacto eléctrico fabricado por Bestune.

## Descripción general
El Bestune E01 se mostró por primera vez en el Auto China de 2020. La E01 viene con una asistente holográfica 3D. Sus dimensiones miden 4.639 mm/1.880 mm/1.640 mm y tiene capacidad para 5. Tiene una batería de 61,34 kWh, 190 caballos de fuerza, una autonomía de 450 km y una velocidad máxima de 170 km / h.